# Маріенн Лімперт
Маріенн Лімперт (англ. Marianne Limpert, 10 жовтня 1972) — канадська плавчиня.
Призерка Олімпійських Ігор 1996 року, учасниця 1992, 2000 років.
Чемпіонка світу з плавання на короткій воді 1995 року, призерка 2000 року.
Призерка Пантихоокеанського чемпіонату з плавання 1993, 1995, 1997, 1999 років.
Переможниця Ігор Співдружності 1998 року, призерка 1994, 2002 років.
Переможниця Панамериканських ігор 1999 року, призерка 1995 року.
Переможниця літньої Універсіади 1993 року.